# 14-es metró (Párizs)

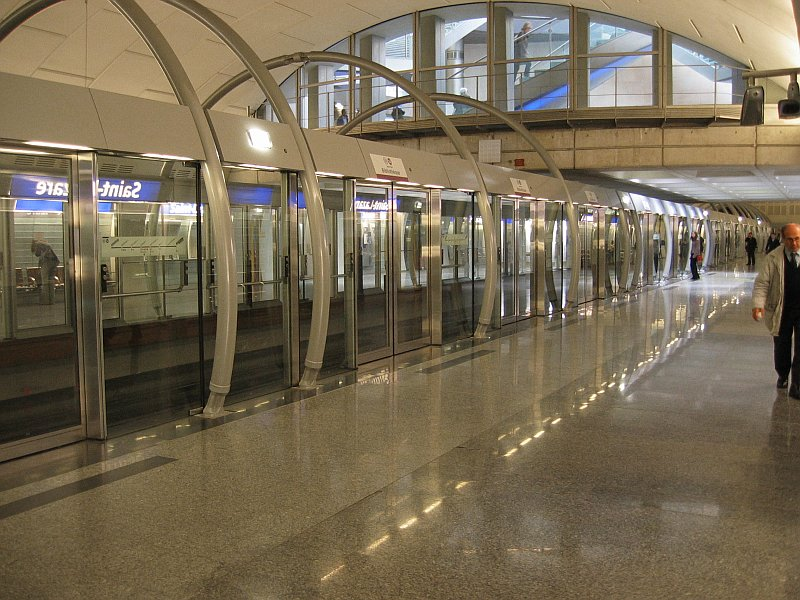
A Saint Lazare állomás

A 14-es metróvonal Párizs legújabb metróvonala, rövidebb nevén „Météor” (Métro Est-Ouest Rapide)

## Története
Első szakaszát 1998-ban adták át a Bibliothèque François-Mitterrand-tól a Madeleine-ig, majd később a Paris Gare Saint-Lazare pályaudvarig.

## Újítás
A Météor sok szempontból különbözik a hálózat többi vonalától: új típusú állomásépítészetével éppúgy, mint az automatizációjával. Ez annyit takar, hogy a metrószerelvényeket (amelyek egyébként nagyon hasonlítanak az 1. vonalon használtakra) nem ember vezeti, hanem egy új típusú automata vonatvezérlő rendszer. Emiatt nincs szükség járművezetőkre a szerelvényekben, valamint mellőzni lehet a térközbiztosító berendezéseket is. A vezérlő rendszer hajszálpontosan irányítja a vonatokat, így lehetővé válik az akár kevesebb mint 2 perces vonatkövetés. Emiatt nagy a vonal kapacitása, óránként több mint 40 000 utast tud szállítani. A nagyobb állomásközök (átlagosan 2 km), valamint a gumikerekes technológia által a vonatok átlagsebessége eléri a 40 km/h-t (a régebbi vonalak átlagsebessége csak mintegy 25 km/h). A menetidő 41 perc a 27,8 km-es vonalon.

## Állomások
A Météor állomásépítészete cseppet sem hasonlít a korábbi vonalak állomásainak spártai egyszerűségére. A tervezők figyeltek arra, hogy nagy, tágas, világos belső tereket alkossanak, ahol az utasok lenézhetnek a peronra, mielőtt lemennek oda. A vonal egyedülálló abból a szempontból, hogy az állomások nem csupán dekorált dobozok, hanem sokkal inkább nagyszerű látványt nyújtó, egységes építészeti alkotások.